# Ješov
Ješov (německy Gessow) je vesnice, část obce Luká v okrese Olomouc. Nachází se asi 2 km na sever od Luké. Prochází zde silnice II/373. V roce 2009 zde bylo evidováno 52 adres. V roce 2001 zde trvale žilo 143 obyvatel.
Ješov je také název katastrálního území o rozloze 1,91 km2.

## Název
Název vesnice byl odvozen od osobního jména Ješ, což byla varianta jména Jech, domácké podoby jména Jan. Význam místního jména byl "Ješův majetek". (V některých písemných záznamech byla počáteční hláska J zapsána písmenem G.)

## Historie
První písemná zmínka se objevuje již roku 1309. Původní obec stávala jihovýchodně od místa, kde se dnes nachází zastavěná plocha. V roce 1492 je však již uváděna jako pustá a k obnovení na současném místě dochází až později, poprvé je nová ves uvedena roku 1602. Ta patřila pod Chudobínské panství, spravována byla stejně jako okolní část panství z Ješovského Dvora ležícího kousek nad obcí jihozápadně od obce u silnice do Luké.
V roce 1813 byla v obci postavena dřevěná kaple svatého Václava, v roce 1876 byla postavena nová, zděná, která však byla kvůli stavbě místní komunikace stržena roku 1921. Současná moderní kaple byla postavena roku 2006 a přesunul se do ní zvon z kaple původní.
Do roku 1960 byla obec samostatná, v tomto roce připadla pod vedle ležící Slavětín, v roce 1980 se však změnila příslušnost a obec od té doby spadá pod Lukou.

## Obyvatelstvo

### Struktura
Vývoj počtu obyvatel za celou obec i  za jeho jednotlivé části uvádí tabulka níže, ve které se zobrazuje i příslušnost jednotlivých částí k obci či následné odtržení. 
| Místní části   | Místní části | 1869 | 1880 | 1890 | 1900 | 1910 | 1921 | 1930 | 1950 | 1961 | 1970 | 1980 | 1991 | 2001 | 2011 |
| -------------- | ------------ | ---- | ---- | ---- | ---- | ---- | ---- | ---- | ---- | ---- | ---- | ---- | ---- | ---- | ---- |
| Počet obyvatel | část Ješov   | 184  | 184  | 203  | 212  | 219  | 197  | 185  | 201  | 228  | 224  | 190  | 160  | 143  | 147  |
| Počet domů     | část Ješov   | 22   | 29   | 31   | 36   | 36   | 37   | 43   | 49   | 49   | 49   | 47   | 47   | 49   | 50   |

## Turistika
Obcí prochází modrá turistická trasa Javoříčko – Veselíčko – Ješov – Loučka – Cholina a cyklistické trasy 6025 a 6037.
Krásný výhled na Hanou se naskýtá z kopce Kamenice nad vesnicí.

## Fotogalerie

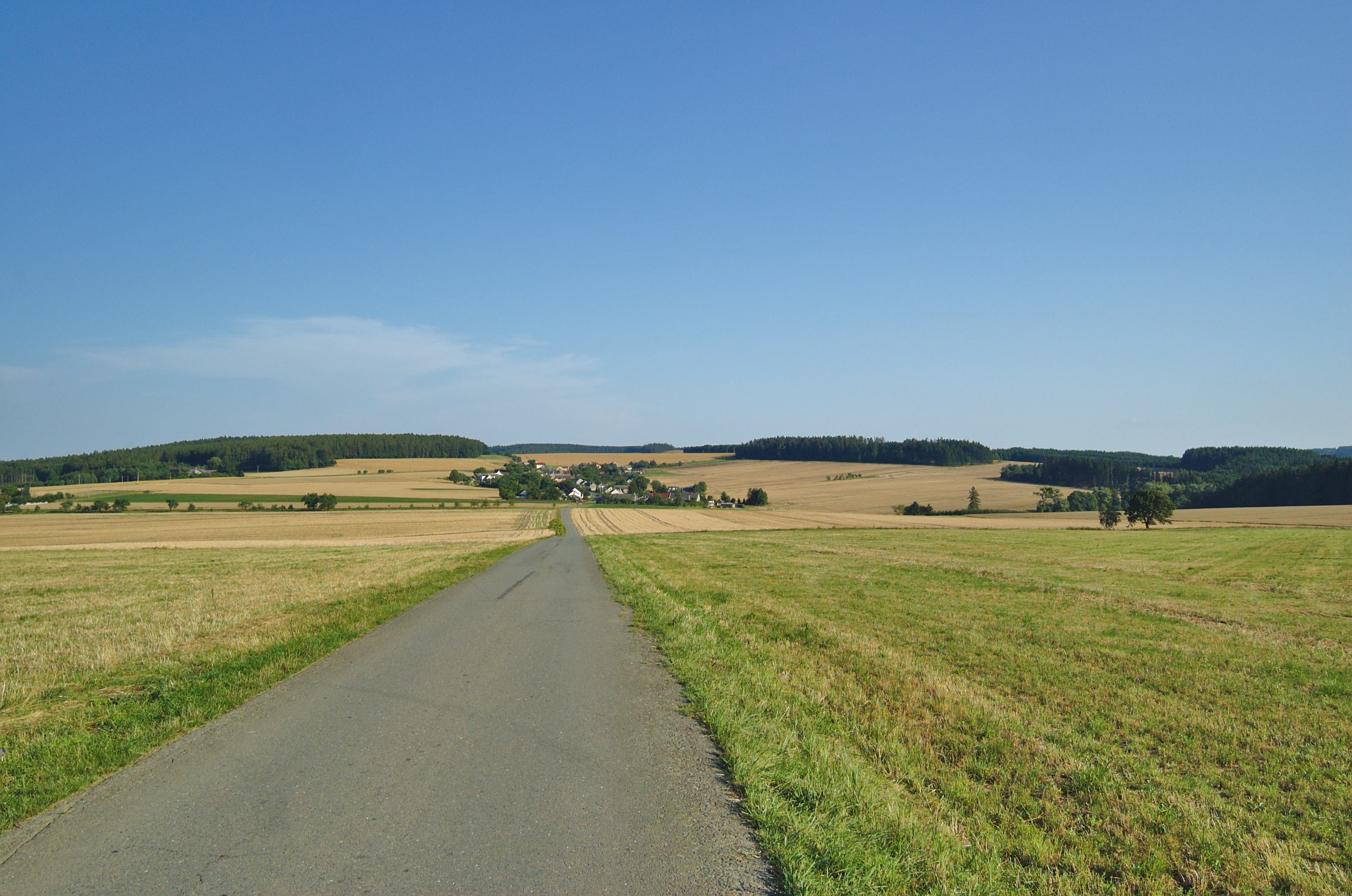
Pohled na obec od západu
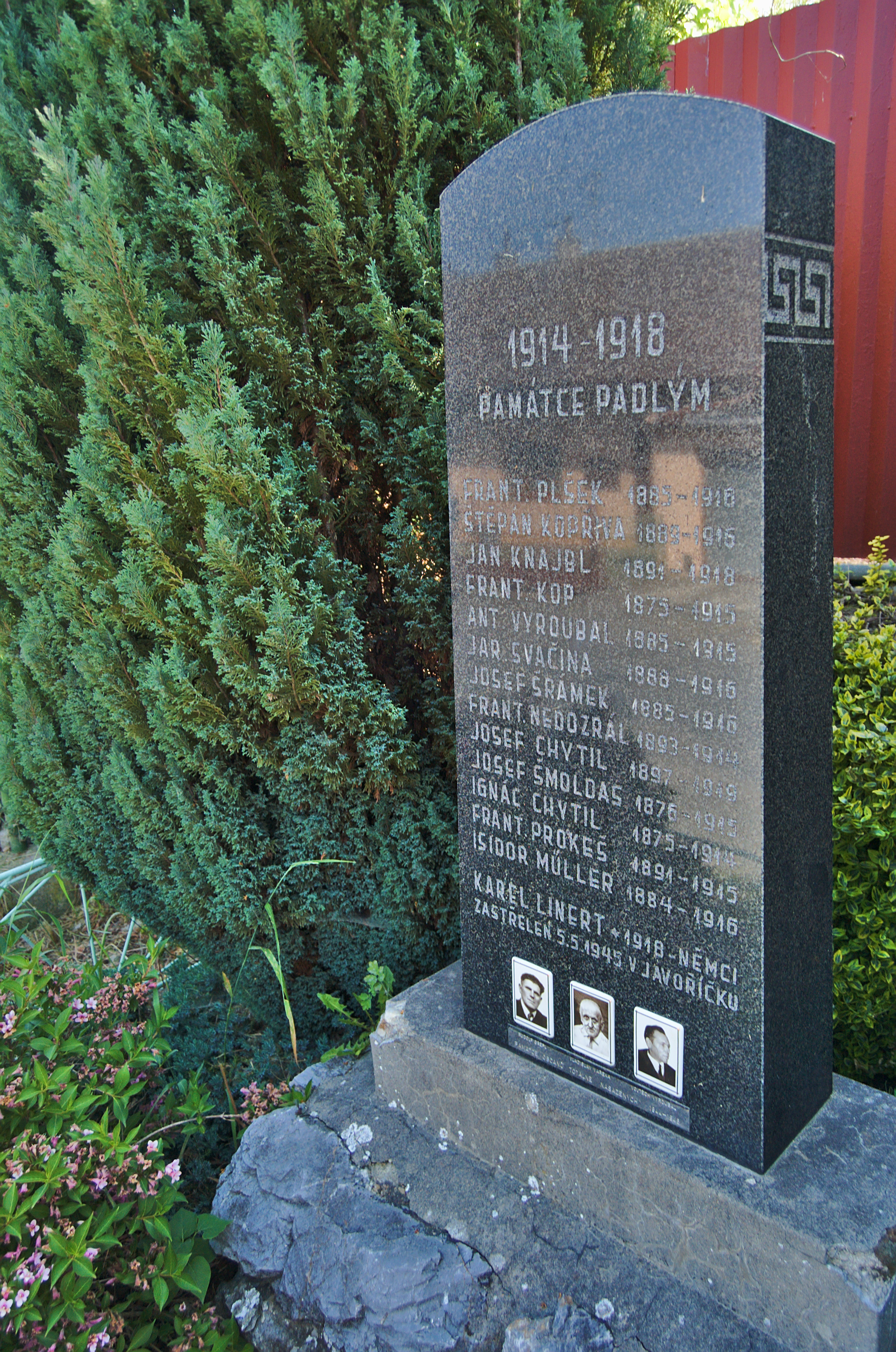
Památník obětem světových válek
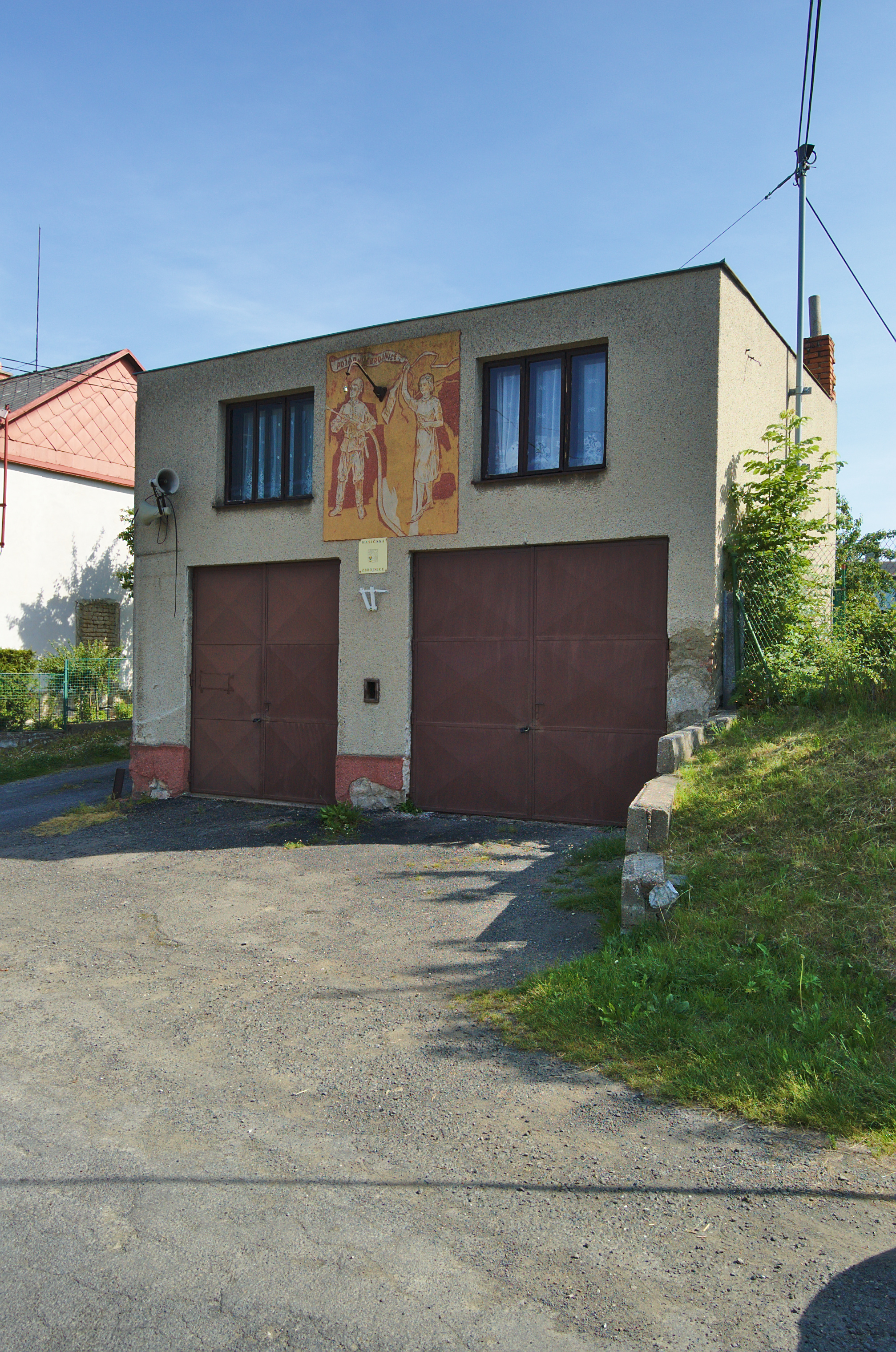
Hasičská zbrojnice
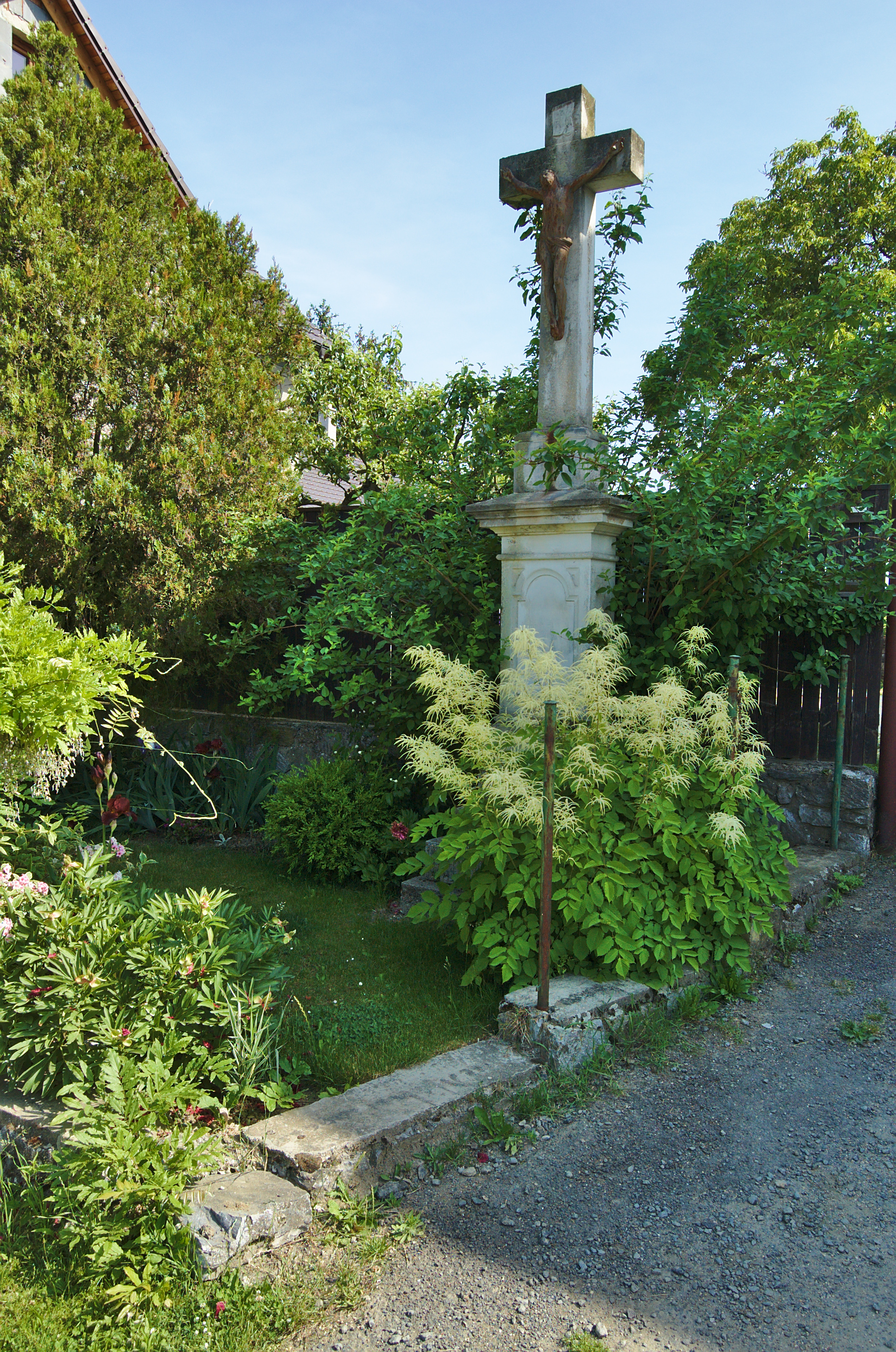
Kříž v obci u silnice
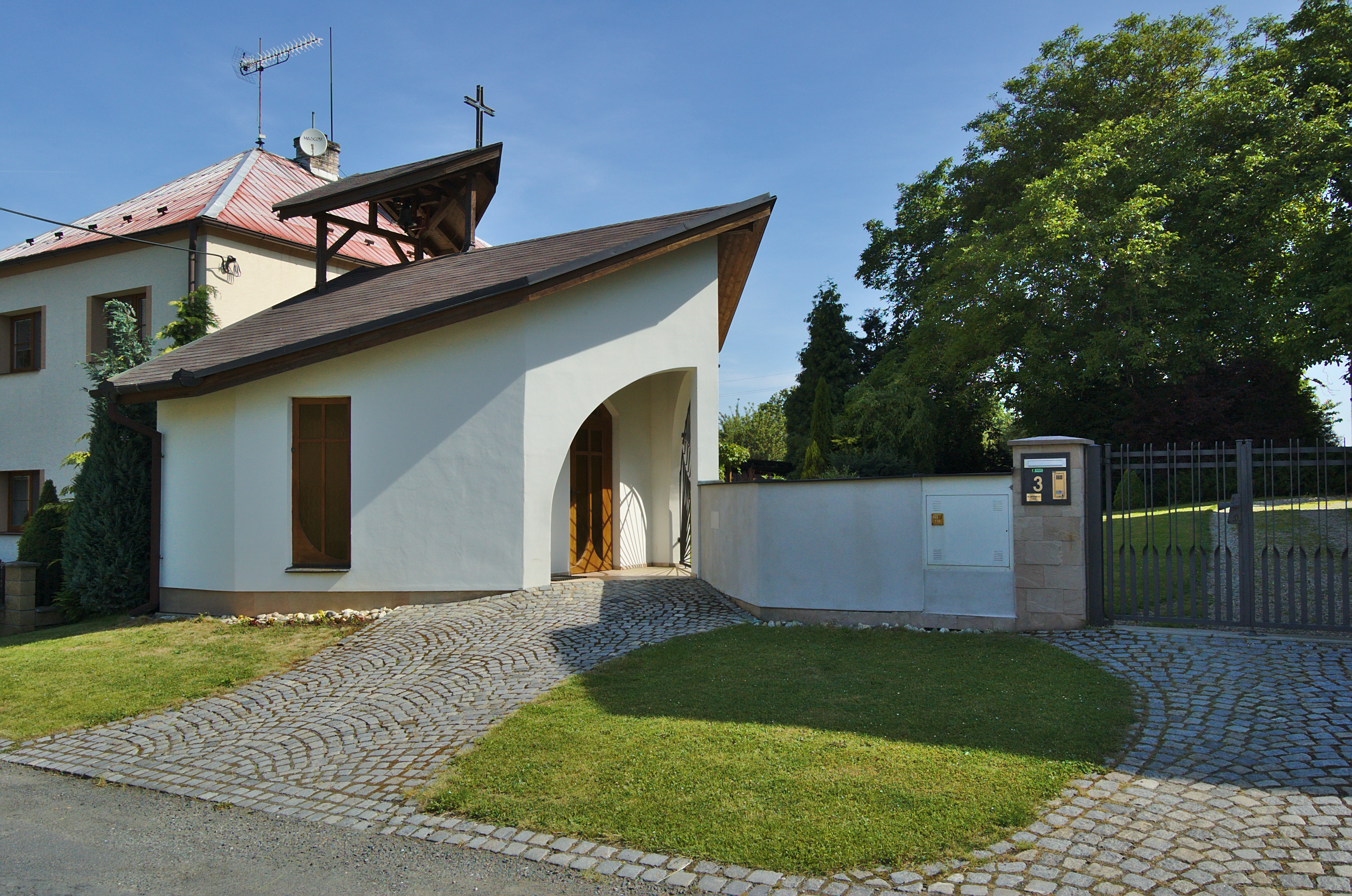
Kaple svatého Václava
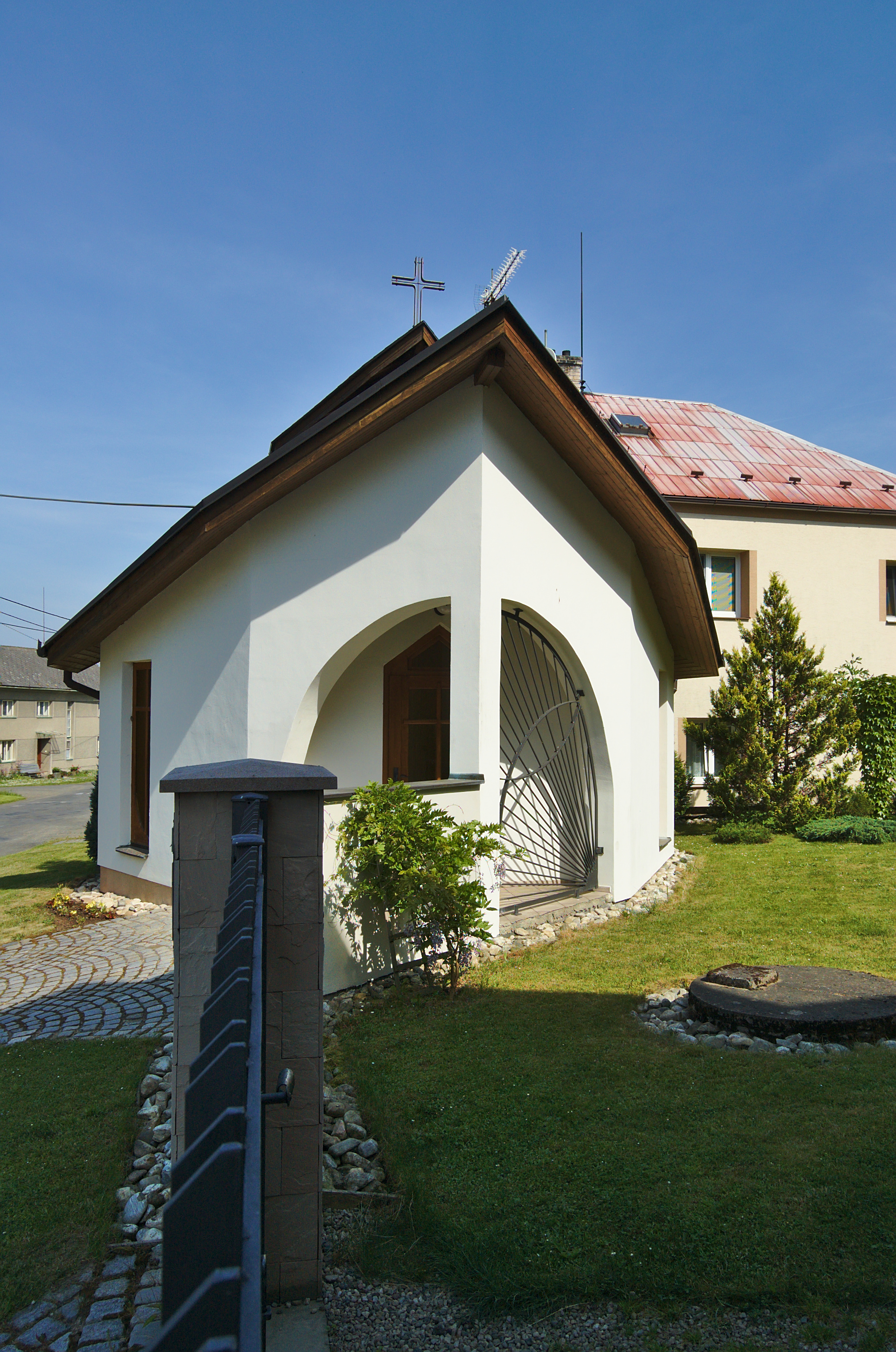
Kaple svatého Václava
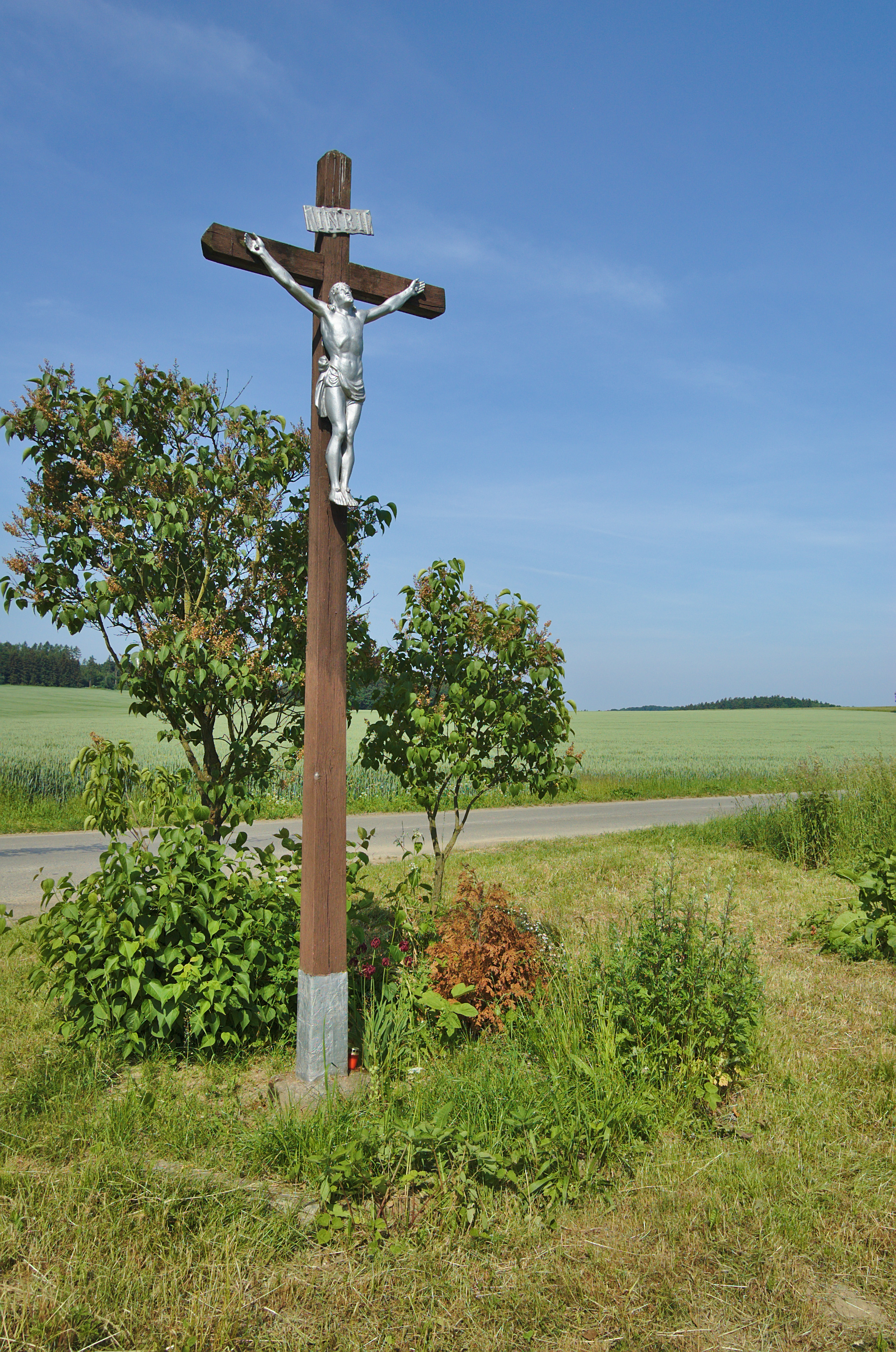
Kříž severozápadně za obcí